# Deutschland (lớp tàu tuần dương)
Lớp tàu tuần dương Deutschland là một lớp bao gồm ba "tàu chiến bọc thép" (Panzerschiffe), một dạng của tàu tuần dương được vũ trang rất mạnh, do Hải quân Đức chế tạo, trong một chừng mực nào đó tuân theo những giới hạn được đặt ra bởi Hiệp ước Versailles. Tên của lớp tàu này được đặt theo chiếc đầu tiên được hoàn tất Deutschland. Nó cùng với hai tàu chị em Admiral Scheer và Admiral Graf Spee đều được hạ thủy từ năm 1931 đến năm 1934, và đã phục vụ trong Chiến tranh Thế giới thứ hai; tất cả đều bị mất trong cuộc xung đột này.

## Phân loại
Lớp Deutschland thoạt tiên được Hải quân Đức phân loại như những tàu bọc thép (panzerschiffe), nhưng họ đã tái xếp lớp lại chúng như những tàu tuần dương hạng nặng vào tháng 2 năm 1940.
Hải quân Hoàng gia Anh Quốc xem những con tàu này như những thiết giáp hạm bỏ túi (pocket battleships: "một thiết giáp hạm có thể bỏ vừa vào túi"), khi xem xét đến hỏa lực mạnh mẽ chất lên một con tàu tương đối nhỏ. Chúng nhỏ hơn một thiết giáp hạm thực sự, cũng như vỏ giáp và vũ khí đều kém hơn so với thiết giáp hạm và tàu chiến-tuần dương; tuy nhiên, chúng vượt hơn về hỏa lực so với mọi tàu tuần dương đương thời. Những con tàu này thực ra dài hơn 2 ft so với lớp thiết giáp hạm Pennsylvania của Hải quân Hoa Kỳ, và có dáng vẽ bề ngoài giống như những thiết giáp hạm đương thời do có những tháp pháo chính đồ sộ, tháp chỉ huy/cầu tàu cao một cách khác thường cũng như những cột ăn-ten của Admiral Scheer và Admiral Graf Spee. Thiết kế và tải trọng của Deutschland rất tương tự như một tàu tuần dương hạng nặng, cho dù chúng được trang bị cỡ pháo lớn hơn so với mọi tàu tuần dương hạng nặng của các nước khác, đánh đổi lấy một tốc độ chậm hơn so với tàu tuần dương. Lớp tàu này có tầm hoạt động đường trường lớn hơn so với lớp Admiral Hipper tiếp nối, làm cho chúng phù hợp hơn trong vai trò cướp tàu buôn ngoài biển khơi. Thuật ngữ tàu chiến chủ lực (capital ship) thông thường có ý nghĩa bao gồm thiết giáp hạm và tàu chiến-tuần dương, nhưng không bao gồm tàu tuần dương hạng nặng; nhưng lớp Deutschland đôi khi được phân loại là những tàu chiến chủ lực, cho dù bởi tầm quan trọng hơn là bởi đặc tính thực sự của chúng.
Các tàu tuần dương lớp Deutschland thể hiện một khía cạnh của chiến lược Hạm đội hiện hữu. Chỉ riêng việc săn đuổi theo chiếc Admiral Graf Spee vào năm 1939 đã phải huy động tổng cộng ba thiết giáp hạm, hai tàu chiến-tuần dương, bốn tàu sân bay và 16 tàu tuần dương của Hải quân Hoàng gia Anh.

## Thiết kế
Hiệp ước Versailles đã giới hạn tải trọng của tàu chiến chủ lực của Đức ở mức 10.000 tấn dành cho "tàu bọc thép". Ý tưởng này là nhằm giới hạn Đức không có gì nhiều hơn những hải phòng hạm, thực chất là những thiết giáp hạm tiền-dreadnought lạc hậu, không có khả năng thách thức các cường quốc hải quân Đồng Minh Anh, Pháp và Hoa Kỳ. Người Đức đã sử dụng một số tiến bộ trong kỹ thuật để chế tạo một tàu chiến chắc chắn bên trong tải trọng bị giới hạn, bao gồm việc áp dụng rộng rãi kỹ thuật hàn để kết nối các thành phần của lườn tàu (thay cho việc dùng đinh tán ghép các tấm thép chồng lên nhau vốn là tiêu chuẩn vào thời đó), tháp pháo chính ba nòng (được sử dụng lần đầu tiên trên những thiết giáp hạm Áo-Hung lớp Tegetthoff vào năm 1912), và động cơ diesel cho hệ thống động lực. Ngay cả với như thế, mọi chiếc trong lớp đều vượt hơn giới hạn tải trọng do Hiệp ước Versailles quy định (thoạt tiên được cấu trúc với tải trọng 10.600 tấn, sau đó tăng lên 12.100 tấn), nhưng người Đức tuyên bố trọng lượng choán nước của chúng nằm trong giới hạn 10.000 tấn của Hiệp ước.

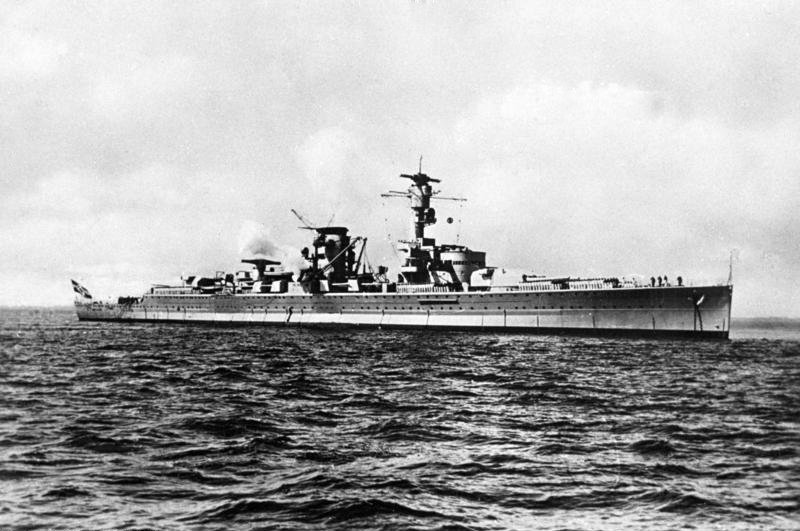
Lớp tàu tuần dương Deutschland vào năm 1933

Đặc tính chính trong thiết kế của lớp Deutschland là sử dụng pháo với cỡ nòng đủ lớn, 280 mm (11 inch), để áp đảo hầu hết mọi tàu tuần dương đối phương đủ nhanh có thể đuổi kịp nó; trong khi lại đủ nhanh để vượt thoát mọi tàu chiến chủ lực đối phương có khả năng đánh chìm nó. Hải quân Hoàng gia Anh có ba tàu chiến-tuần dương hiện đại đủ khả năng săn đuổi những chiếc Deutschland một cách hiệu quả; Repulse, Renown và HMS Hood tương đương với Deutschland về tốc độ nhưng được bảo vệ tốt hơn nhiều và có hỏa lực vượt trội hơn. Lớp tàu chiến-tuần dương thời Thế Chiến I Kongo của Nhật Bản cũng có khả năng tương tự.
Hải quân Đức cũng biết rằng hải quân các nước đang đóng những tàu chiến mới vốn nhanh hơn và mạnh hơn so với lớp Deutschland. Ví dụ như, việc công bố ý định chế tạo sáu chiếc thuộc lớp Deutschland đã đưa đến việc Pháp cho ra đời những "thiết giáp hạm nhanh" cỡ nhỏ của riêng họ: lớp Dunkerque; nhưng họ vẫn hy vọng vào một ưu thế tạm thời. Ưu thế này không tồn tại lâu: lớp Deutschland có tốc độ tối đa 28,5 hải lý trên giờ (52,8 km/h), bị xem là quá chậm vào lúc bắt đầu Chiến tranh Thế giới thứ hai, chỉ tám năm sau khi chiếc đầu tiên trong lớp được hạ thủy. Các con tàu có tầm hoạt động khoảng 30.000 km (18.600 mi).

## Lịch sử hoạt động
Hải quân Đức nhận thức được những giới hạn của lớp tàu này, nên trong chiến tranh họ chỉ sử dụng Deutschland thuần túy như những tàu cướp tàu buôn ngoài biển khơi. Vào những năm đầu của Trận Đại Tây Dương, tốc độ của lớp Deutschland nói chung đủ nhanh để chúng né tránh mọi cuộc đối đầu mà chúng không thích, và hỏa lực đủ mạnh để đánh bại mọi tàu chiến mà chúng muốn đương đầu; chúng được lệnh né tránh trận chiến trừ khi có được ưu thế áp đảo. Chỉ cho đến khi phe Đồng Minh lấp được khoảng trống trên không tại Bắc Đại Tây Dương, phát triển những thiết bị định vị vô tuyến tốt hơn, radar bước sóng centi-mét trang bị cho máy bay, và bố trí việc bảo vệ bằng tàu sân bay hộ tống cho các đoàn tàu vận tải; họ mới có khả năng vô hiệu hóa các hoạt động cướp tàu buôn của Deutschland.

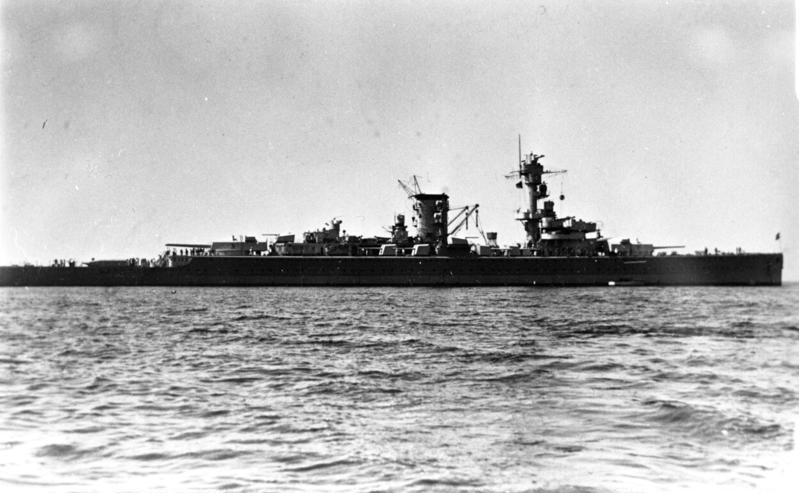
Deutschland vào năm 1933

Chiếc dẫn đầu của lớp, Deutschland, được đổi tên thành Lützow vào tháng 11 năm 1939 do sự suy luận mang tính biểu tượng nếu như một con tàu mang tên Deutschland (nước Đức) bị đánh chìm. Nó ở lại gần vùng biển nhà trong hầu hết cuộc chiến tranh, hoạt động tại vùng biển Baltic hỗ trợ binh lính Đức. Là một trong số hai tàu chiến hạng nặng Đức có mặt trong trận chiến biển Barents, nó không thể gây hư hại gì cho các tàu chiến Anh. Lützow sống sót cho đến những tuần lễ cuối cùng của chiến tranh.
Là con tàu cướp tàu buôn thành công nhất của lớp tàu này, Admiral Scheer thực hiện nhiều đợt đánh phá tại Bắc Đại Tây Dương cho đến tận Ấn Độ Dương. Vào tháng 11 năm 1940, nó đã đánh chìm tàu buôn tuần dương vũ trang HMS Jervis Bay cùng 17 tàu hàng sau khi bắt kịp đoàn tàu vận tải HX84. Đến năm 1945, đang khi neo đậu trong cảng Kiel, nó trúng bom trong một cuộc ném bom của Không quân Hoàng gia Anh, lật úp và chìm tại cảng này.
Admiral Graf Spee đã tiêu diệt được chín tàu buôn Anh với tải trọng tổng cộng 50.089 tấn trước khi bị ba tàu chiến Anh và khối Thịnh vượng chung hợp vây vào tháng 12 năm 1939. Trong trận River Plate diễn ra sau đó, nó gây hư hại cho tàu tuần dương hạng nặng HMS Exeter đến mức chiếc này phải rút khỏi trận chiến. Tuy nhiên, con tàu Đức cũng bị hư hại đáng kể phần cấu trúc thượng tầng, đạn pháo 8 inch của Anh đã không thể xuyên thủng vỏ giáp sàn tàu của nó. Sau khi trải qua nhiều ngày bị kẹt lại trong cảng Montevideo thuộc nước Uruguay trung lập, nhận được tin tức sai lầm về một lực lượng Hải quân Hoàng gia Anh vượt trội hơn đang đến gần, nó tự đánh đắm vào ngày 17 tháng 12 năm 1939 hơn là đối đầu với một đối phương áp đảo, nhằm để bảo toàn mạng sống cho thành viên thủy thủ đoàn. Vị chỉ huy của nó, Hans Langsdorff, tự sát ba ngày sau đó.

## Những chiếc trong lớp
Cho dù mọi con tàu đều chung một lớp, chúng có những khác biệt đáng kể trên mỗi chiếc thành viên, trong đó Admiral Graf Spee được cải tiến nhiều nhất và có trọng lượng choán nước nặng nhất.
| Tàu                  | Đặt lườn            | Hạ thủy             | Hoạt động            | Số phận                                                          |
| Deutschland / Lützow | 5 tháng 2 năm 1929  | 19 tháng 5 năm 1931 | 1 tháng 4 năm 1933   | Bị đánh đắm tại Swinemünde, 4 tháng 5 năm 1945; hủy bỏ năm 1949  |
| Admiral Scheer       | 25 tháng 6 năm 1931 | 1 tháng 4 năm 1933  | 12 tháng 11 năm 1934 | Bị máy bay ném bom Anh đánh chìm tại Kiel, 9-10 tháng 4 năm 1945 |
| Admiral Graf Spee    | 1 tháng 10 năm 1932 | 30 tháng 6 năm 1934 | 6 tháng 1 năm 1936   | Bị đánh đắm ngoài khơi Montevideo, Uruguay, 17 tháng 12 năm 1939 |